# Condat-sur-Vienne
Condat-sur-Vienne (tiếng Occitan: Condat) là một xã của tỉnh Haute-Vienne, thuộc vùng Nouvelle-Aquitaine, miền trung nước Pháp.